# Motion comic
Uma motion comic (ou quadrinhos animados ou banda desenhada de movimento) são uma forma de animação que combinam elementos de impressão de história de comic books e animação. Painéis individuais são expandidos em uma tomada completa, enquanto  efeitos sonoros, dublagem e animação são adicionados para a obra de arte original. Caixas de texto e som efeito bolhas normalmente são removidos para apresentarem mais da obra de arte original em animação. Motion comics muitas vezes são lançados como curtos seriados, cobrindo um arco de história de uma série de longa duração ou animando um único lançamento de uma romance gráfico. Lançamento de edições únicas de um arco de história são convertidos em episódios de dez a vinte-minutos de duração, dependendo do conteúdo.

## História
Os primeiros exemplos de motion comics são encontrados em criações independentes como quebrado Broken Saints (2001). No entanto, o conceito foi totalmente delineado em meados da década de 1960 pelo escritor de ficção científica Philip K. Dick em seu romance The Zap Gun, uma expansão de sua novela Project Plowshare, que foi escrita em 1964 e publicada pela primeira vez como uma série nas edições de novembro de 1965 e janeiro de 1966 da revista Worlds Of Tomorrow No romance de Dick, os designers de arma do futuro são médiuns, que criam seus novos projetos em estado de transe. Os desenhos das armas são extraídos telepaticamente de um motion comic book. e Blue Cephalopod Man from Titan, criado pelo artista louco italiano Oral Giacomini. Dick descreve tanto o enredo e os painéis animados deste comic book com detalhes.

Animação limitada produzida por xerografia

Em meados da década de 1960, a Grantray-Lawrence Animation usou a técnica para o programa de televisão The Marvel Super Heroes, apelidado de "Desenhos Desanimados da Marvel". As artes originais dos quadrinhos publicados originalmente pela editora Marvel Comics era usada em um tipo de animação limitada produzida pelo processo de xerografia. O termo "Motion comic" ainda não existia.
Em 2005, a Lions Gate lançou uma versão em motion comic de Saw: Rebirth, um dos primeiros exemplos de uma história em quadrinhos animado criado para se envolver a franquia do filme. A primeira grande motion comic lançada, que foi também a primeira a utilizar o termo "motion comic", foi lançada pela Warner Bros., a dona da DC Comics para coincidir com as estreias dos filmes Batman: O Cavaleiro das Trevas e Watchmen, lançando uma adaptação de Batman: Amor Louco e Watchmen: Motion Comics, adaptando o comic book de mesmo nome. Em 2010, uma história em quadrinhos do movimento chamado Inception: The Cobol Job foi lançado como prequela e prólogo para o filme Inception. Em 2012 uma prequela em motion comic do filme Dredd foi feito para mostrar as origens do antagonista principal do filme, Ma-Ma.
A Marvel Comics lançou umas motion comics usando uma empresa detida por Neal Adams. O primeiro lançamento foi uma adaptação de Joss Whedon e de John Cassaday Astonishing X-Men: "Gifted". Outras adaptações incluem a Mulher-Aranha: "Agent of S.W.O.R.D", Homem de Ferro: "Extremis", Pantera Negra, Thor/Loki: Blood Brothers,Inumanos e Astonishing X-Men: "Dangerous".
Peanuts Motion Comics, Zits Motion Comics, os quadrinhos de prequela de Dead Space e o elemento "Lucy", do documentário de notícias da ABC, Earth 2100 são exemplos de outras empresas.
Outro exemplo seria a motion comic em quatro partes baseada na série de videogame Uncharted como um prequela chamada Uncharted: Eye of Indra, lançado para a PlayStation Network.